# Ausgleichsanspruch des Versicherungsvertreters
Der Ausgleichsanspruch des Versicherungsvertreters entsteht gemäß § 89b HGB unter bestimmten Voraussetzungen mit der Beendigung von Versicherungsvertretervertragsverhältnissen als spezielle Ausformung des Ausgleichsanspruchs des Handelsvertreters. Dabei entsteht häufig Streit darüber, ob und in welcher Höhe dem Versicherungsvertreter dieser Ausgleichsanspruch zusteht.

## Die „Grundsätze zur Errechnung der Höhe des Ausgleichsanspruchs“
Die beteiligten Verbände haben sich zur Vereinfachung der Ausgleichsberechnung auf die so genannten „Grundsätze zur Errechnung der Höhe des Ausgleichsanspruchs“ für die Bereiche Sach, Leben, Kranken, Bausparen und Finanz verständigt. Die Berechnung nach den „Grundsätzen“ wird üblicherweise von dem vertretenen Unternehmen vorgenommen.
Die stark schematisierte Berechnung kann – je nach Vergütungssystem und Umständen des Einzelfalls – zu einem niedrigeren Ausgleichsbetrag führen, als nach den gesetzlichen Anspruchsvoraussetzungen des § 89b HGB geschuldet ist. In jedem Fall empfiehlt sich daher eine Überprüfung der Bestandswerte und Faktoren, unter Umständen auch eine Alternativberechnung nach den Anspruchsvoraussetzungen des § 89b Abs. 1 HGB. 
Die „Grundsätze“ haben keinen Rechtsnormcharakter. Sie können vor Beendigung des Vertretervertrages auch nicht wirksam vereinbart werden, sofern sie zu Ungunsten des Vertreters vom gesetzlich geschuldeten Ausgleichsanspruch abweichen. Ob und inwieweit sich eine Geltendmachung des Ausgleichsanspruchs nach dem Gesetz empfiehlt, ist allerdings Frage des Einzelfalls und einer konkreten Alternativberechnung.

## Ausgleichsberechnung nach dem Gesetz
Durch den  Ausgleichsanspruch soll der Vertreter bei Beendigung seiner Tätigkeit für das Unternehmen eine zusätzliche Vergütung für Verträge erhalten, die er zum Wohle des Unternehmens vermitteln konnte und die dem Vertreter, wenn er weiterhin für das Unternehmen tätig gewesen wäre, Provisionen eingebracht hätten. 

### Ausgleichsfähige Provisionen
Der Anspruch besteht aber nur, soweit der Vertreter infolge der Beendigung des Vertretervertrages Provisionen verliert, die bei weiterer Vermittlungstätigkeit des Vertreters vergüten würden. Vergütungen für eine vermittlungsfremde, verwaltende Leistung des Vertreters sind hingegen nicht ausgleichsfähig. 
Zu den ausgleichsfähigen Provisionen zählen auch die so genannten Super- oder Leitungsprovisionen, soweit sie dafür gezahlt werden, dass der Versicherungsvertreter die ihm unterstellten unechten Untervertreter anwirbt, schult und bei ihrer Vermittlungstätigkeit betreut und unterstützt. 
Gleiches gilt für so genannte Dynamikprovisionen, mit denen eine erfolgte Summenerhöhung eines Vertrages vergütet wird. 
Umstritten ist insbesondere, ob und in welchem Umfang Provisionen ab dem 2. Vertragsjahr eine Vermittlungsvergütung oder eine Verwaltungsvergütung darstellen. Hierfür ist nach der Rechtsprechung grundsätzlich der Vertreter darlegungs- und beweispflichtig. In Einzelfällen hilft dem Vertreter aber eine Beweiserleichterung: Hat das Unternehmen die Anteile der Vermittlungs- und Verwaltungsprovision vertraglich nicht konkret festgelegt, kann der Vertreter den Vermittlungsanteil bestimmen. Dem Unternehmen obliegt sodann die Darlegungs- und Beweislast dafür, dass der Vermittlungsanteil niedriger ist.

### Prognose
Um die nach Ende des Vertretervertrages entstehenden Provisionsverluste zu ermitteln, sind die ausgleichsfähigen Provisionen bis zum vereinbarten oder voraussichtlichen Ende der jeweiligen Verträge hochzurechnen. Dabei ist zu beachten, dass nicht alle Verträge bis zu ihrem vorgesehenen Ende fortgeführt werden, sondern durch Kündigung oder den Eintritt des Versicherungsfalles vorzeitig enden können. Das ist in der Regel durch einen prozentualen Abschlag pro Jahr zu berücksichtigen. 

### Billigkeit
Im Rahmen der Billigkeitskontrolle kann nach der Rechtsprechung eine vom Unternehmen finanzierte Altersversorgung mindernd wirken, wobei hier wiederum alle Umstände des Einzelfalls zu betrachten sind. Nicht in jedem Fall (vgl. z. B. OLG München, Urteil vom 16. November 2006, Az. 23 U 2539/06) ist das Unternehmen zur vollen Anrechnung berechtigt, auch wenn das in der Praxis unter Hinweis auf die insoweit falsch interpretierte Rechtsprechung des BGH aus dem Jahre 2002 immer wieder versucht wird.

## Höchstbetrag
Der Höchstbetrag des § 89b Absatz 5 HGB begrenzt den Ausgleichsanspruch auf das Dreifache der Jahresdurchschnittsprovision des Versicherungsvertreters. Dabei handelt es sich entgegen einem in der Praxis immer wieder vorkommenden Missverständnis nicht um eine Anspruchsbegründung, sondern nur um eine Anspruchsbegrenzung.

## Fälligkeit und Geltendmachung
Der Ausgleich wird mit Vertragsbeendigung fällig und ist vom Vertreter innerhalb eines Jahres nach Vertragsende geltend zu machen, ansonsten verfällt er. 

## Verjährung
Der Anspruch verjährt nach drei Jahren, beginnend mit dem Schluss des Jahres, in dem er entstanden ist und der Vertreter von den anspruchsbegründenden Umständen Kenntnis erlangt hat. Kenntnisunabhängig läuft eine 10-jährige Verjährungsfrist. Diese Frist kann unter bestimmten Voraussetzungen vertraglich wirksam verkürzt werden.

## BGH-Urteile zum Thema
- BGH, 4. Dezember 2013, Az. XII ZB 534/12
- BGH, 14. Juni 2006, Az. VIII ZR 261/04
- BGH, 22. Dezember 2003, Az. VIII ZR 117/03
- BGH, 20. November 2002, Az. VIII ZR 211/01
- BGH, 4. Mai 1959, Az. II ZR 81/57